# 栗東市立大宝東小学校
栗東市立大宝東小学校（りっとうしりつ だいほうひがししょうがっこう）は、滋賀県栗東市野尻にある市立の小学校。

## 概要
栗東市立大宝小学校の児童数が1000人を超えてマンモス校化することが予想されたため、総工費約21億円をかけて建設された学校である。

## 沿革
- 2005年（平成17年）5月30日 - 起工式を実施[1]
- 2006年（平成18年）4月1日 - 栗東市立大宝小学校より分離し開校[2]。

## 校区
- 蜂屋、野尻、綣東、綣南、ウィングビュー、リーデンススクエア、ネバーランド、エスリード栗東、リソシエ栗東グランディス、グレーシイ栗東エクサーブ、ジオコート栗東、ルネスピース栗東ステーションスクエア[3]

## 主な進学先
- 栗東市立栗東西中学校